# Río Cares
Il Río Cares è un fiume spagnolo lungo circa 54 chilometri, che nasce a Posada de Valdeón, sui Monti Cantabrici e sfocia nel fiume Deva a Vega del Llés, scorrendo nella comunità autonoma delle Asturie.

## Corso
Il Río Cares nasce, secondo la disponibilità di piogge o la quantità di acqua di disgelo, ad un'altezza di circa 1600 s.l.m. nel territorio comunale di Posada de Valdeón, all'estremità nordest della Provincia di León, nei Monti Cantabrici, sui Picos de Europa e scorre verso nord, quindi successivamente in direzione est; circa due chilometri a ovest della località di Panes confluisce nel fiume Deva, del quale rappresenta il principale affluente e che sfocia poi dopo circa dieci chilometri dopo sfocia nel Ría de Tina Mayor, che a sua volta, dopo altri due chilometri, si getta nel golfo di Biscaglia.

## Località bagnate
- Posada de Valdeón
- Las Arenas
- Trescares

## Bellezze naturali
Soprattutto la gola (garganta o desfiladero), lungo la parte superiore del corso, particolarmente apprezzata dai pescatori, offre un interessante panorama e un piacevole luogo per passeggiate (Ruta de Cares).
Gli abitanti dei paesi e dei villaggi sulle sue rive danno in affitto le loro case come case per vacanze (casas rurales).